# Trialeticultuur
De Trialeticultuur was een bronstijdcultuur vernoemd naar de Georgische historische streek Trialeti, die rond 1500 v.Chr. haar hoogtepunt bereikte. 
In het late 3e millennium werden de steden van de Koera-Araxescultuur (4000 tot 2000 v. Chr.) opgevolgd door de vroege Trialeticultuur. De Koera-Araxescultuur volgde op de eerdere Sjoelaveri-Sjomoecultuur die bestond van 6000-4000 v.Chr. 
De Trialeticultuur blijkt nauwe banden te hebben met andere hoogontwikkelde culturen van de oudheid, met name de Aegeïsche beschaving.